# 阿地里江·阿吉克力木
阿地里江·阿吉克力木（維吾爾語：ئادىلجان ھاج كەرىم ‎，拉丁维文：Adiljan Haj Kerim，1965年3月—），男，维吾尔族，新疆乌鲁木齐人，中国伊斯兰教学者，现任中国伊斯兰教协会驻会副会长。第十二届全国政协委员。2018年1月，当选第十三届全国政协委员。

## 生平
1976年9月到1981年6月，在乌鲁木齐第十四中学学习。1982年3月到1991年6月，在埃及爱资哈尔大学学习，本科学历，其间获中国驻埃及大使馆教育组评为优秀留学生。1991年7月参加工作，在中国伊斯兰教协会历任国际部翻译、副主任，教务部主任。2006年5月起，任中国伊斯兰教协会副会长，兼中国伊斯兰教经学院副院长（主持日常工作），《中国穆斯林》杂志维吾尔文版主编。
1995年，当选为中华全国青年联合会第八届委员会委员。1998年7月，经中共北京市委、北京市人民政府批准，获评为第四届首都民族团结进步模范。1997年，当选中国维吾尔历史文化研究会理事。2005年11月起，任中国伊斯兰教教务指导委员会第二届委员会委员。2007年当选中国宗教学会理事。2008年9月，当选中华海外联谊会第三届理事。2008年12月，经中共北京市委、北京市人民政府批准，获评为第六届首都民族团结进步模范。2009年，当选中国宗教界和平委员会第三届委员会委员。

## 学术贡献
曾经多次出席阿拉伯国家、伊斯兰国家召开的国际伊斯兰会议，以及亚欧论坛——不同信仰间文明对话会议，写作或翻译了不少关于伊斯兰教的学术论文。参加《新编卧尔兹演讲集》第一至四辑编写及维吾尔文版翻译，参加《不列颠百科全书》（修订版）伊斯兰教有关条目的翻译。